# Андреа Борелла
Андреа Борелла (італ. Andrea Borella, нар. 23 червня 1961, Местре, Італія) — італійський фехтувальник на рапірах, олімпійський чемпіон 1984 року, п'ятиразовий чемпіон світу, чемпіон Європи.

## Виступи на Олімпіадах
| Олімпіада         | Дисципліна           | Місце |
| ----------------- | -------------------- | ----- |
| Лос-Анджелес 1984 | індивідуальна рапіра | 5     |
| Лос-Анджелес 1984 | командна рапіра      | 1     |
| Сеул 1988         | індивідуальна рапіра | 41    |
| Сеул 1988         | командна рапіра      | 7     |
| Барселона 1992    | індивідуальна рапіра | 5     |
| Барселона 1992    | командна рапіра      | 6     |